# Джемаа, Иссам
Исаам Джемаа (араб. عصام جمعة‎; род. 28 января 1984 года, Габес, Тунис) — футболист, нападающий. Выступал за сборную Туниса.

## Биография

### Клубная карьера
Карьеру футболиста начал в команде родного города, затем перешёл в молодёжную команду «Эсперанс» из города Тунис. Через год дебютировал в основной команде. Своей скоростью и активной игрой на левом фланге нападения обратил на себя внимание тренера сборной Роже Лемерра.
Летом 2005 года в услугах игрока были заинтересованы многие европейский команды, включая английский «Тоттенхэм Хотспур». В итоге, за 960 тысяч фунтов стерлингов перешёл во французский клуб «Ланс».
В сезоне 2005/06 ему не удалось стать игроком основного состава. Джемаа выходил на замену в 6-ти матчах (0 забитых мячей) чемпионата Франции, а также участвовал в 5-ти матчах Кубка УЕФА. Забил 2 гола — шведскому «Хальмстаду» и итальянской «Сампдории».
Сезон 2006/07 сложился более удачно, но стать игроком основного состава вновь стать не удалось. В октябре 2006 игрок получил травму и выбыл из строя на 3 недели. Всего футболист провёл 27 игр, преимущественно выходя на замену, и забил 3 гола. В Кубке УЕФА играл в 9-ти играх, забил 4 гола.
В 2007 году за 350 тысяч евро был отдан в аренду клубу «Кан», который вернулся в элитный дивизион французского чемпионата. В итоге, команда заняла 11-е место, в отличие от «Ланса», который покинул элитный дивизион чемпионата Франции.
В 2008 году игрок вернулся в «Ланс» и выступал в Лиге 2 Чемпионата Франции. Проведя 26 игр и забив 5 голов, помог «Лансу» выиграть Лигу 2 сезона 2008/09. Был признан лучшим игроком апреля.
Сезон 2009/10 провел в качестве игрока основного состава. С клубом дошёл до полуфинала кубка Франции, в котором только в дополнительное время уступил «Монако». На стадии 1/16 финала был обыгран будущий чемпион — «Марсель» со счётом 3:1. 2 гола забил Джемаа. В чемпионате выходил на поле в 29 играх и забил 7 голов. «Ланс» финишировал 11-м.
Чемпионат 2010/11 сложился для клуба неудачно — заняв предпоследнее место, команда выбыла в Лигу 2. Иссам забил 5 голов в 26 матчах
В июле 2011 года Джемаа за 2 миллиона евро перешёл в «Осер». 6 августа на 86-й минуте вышел на замену в матче против «Монпелье», дебютировав за новый клуб. «Осер» проиграл 1:3.

### Карьера в сборной
Первый матч за сборную сыграл 4 июня 2005 года против Ботсваны.
В 2005 году в составе сборной участвовал в розыгрыше Кубка конфедераций, проходившем в Германии. Матчи против команд Аргентины и Германии футболист смотрел со скамьи запасных. В последнем матче против австралийцев вышел на поле на 55-й минуте и помог команде победить со счётом 2:0.
Джемаа является участником финальных стадий трёх Кубков африканских наций — 2006, 2008 и 2010 годов. Лучший результат команды — четвертьфиналы в 2006 и 2008 годах.

## Достижения
- Чемпион Туниса: 2003/04
- Обладатель Кубка Интертото: 2005
- Победитель Лиги 2 чемпионата Франции: 2008/09